# Дикинсон, Мэтт
Мэтт Дикинсон (англ. Matt Dickinson; дата и место рождения не известны) — английский альпинист, режиссёр и писатель, прославившийся своими романами и документальными фильмами для National Geographic Channel, Discovery Channel и BBC. Дикинсон был одним из альпинистов, ставших свидетелем трагедии на Джомолунгме в мае 1996 года. В 2003 году он был соавтором сценария и режиссёром независимого британского кинофильма Cloud cuckoo land.

## Биография
Дикинсон учился в школе города Хемел-Хемпстед (округ Дакорум графства Хартфордшир) и школе Грешема в город Холт (округ Норт-Норфолк графства Норфолк), сдав выпускные экзамены на уровень A. В 1984 году он поступил на работу в BBC, где работал над таким разными программами как ток-шоу Wogan, ситком Ever Decreasing Circles, комедийный телесериал «Шоу Фрая и Лори». В 1988 году Дикинсон покинул компанию, чтобы продолжить карьеру в качестве внештатного режиссёра-постановщика.
Уйдя с BBC, Мэтт Дикинсон стал специализироваться на приключенческих документальных фильмах, работая на ITV (сериалы Voyager и Network First), BBC1 (Classic Adventure), Channel 4 (сериал Encounters и программа Equinox). Его программы и фильмы транслировались в более чем 35 странах и завоевали награды на таких кинофестивалях как Mountain Film Festival в Граце, Trento Mountain Film Festival и Napa/Sonoma Film Festival.
Весной 1996 года Дикинсон вместе альпинистом Аланом Хинксом, несмотря на ухудшающиеся погодные условия, совершил успешное восхождение на Эверест по печально известной северной стороне. Это было технически сложное восхождение на самый высокий пик в мире, совершённое на фоне ураганных ветров и температуры минус 70 градусов по Цельсию. Три из восьми случаев смерти на Эвересте в тот день пришлись именно на северную стену Джомолунгмы. Именно в это время произошла печально знаменитая трагедия на Джомолунгме в мае 1996 года. В 2000 году Дикинсон дал свою оценку событиям в книге «Другая сторона Эвереста».
Дикинсон стал одним из первых британских режиссёров, сумевшим подняться на вершину Эвереста и вернуться живым. Его фильм под названием Summit Fever, снятый во время восхождения в 1996 году, с тех пор увидели более двадцати миллионов человек во всём мире. Он признан как увлекательная историю человеческого триумфа и катастрофы. Письменный отчёт о той же экспедиции, The Death Zone был опубликован издательством Random House и получил одобрение критиков более чем в 15 странах.
В ноябре 2010 года Oxford University Press заказала Мэтту Дикинсону серию книг под общим названием Mortal Chaos. Первая книга серии была опубликована в январе 2012 года.
В ноябре 2015 года Мэтт Дикинсон посетил школы по всей Великобритании, чтобы показать ученикам свои достижения в жизни, в том числе, как он был частью первой съёмочной группы на вершину горы Эверест.

## Книги
- 1992 — Long Distance Walks in North Africa.
- 1997 — The Death Zone : Climbing Everest through the Killer Storm.
- 2000 — The Other Side of Everest : Climbing the North Face Through the Killer Storm.
- 2002 — Everest : Triumph and Tragedy on the World’s Highest Peak.
- 2003 — Black Ice.
- 2007 — The Adrenaline Series: High, Epic, and Rough Water
- 2009 — High Risk.
- 2004 — Mortal Chaos.
- 2013 — Randomer.
- 2014 — Matt Dickinson Rules!.
- 2015 — The Everest Files.

## Фильмография
- 1994 — Network First (документальный телесериал, эпизод An Everest to Climb, режиссёр)
- 1996 — Summit Fever (режиссёр и продюсер)[1]
- 2005 — Nepal (режиссёр)
- 2005 — Kazakhstan (режиссёр)
- 2007 — French Alps (режиссёр и продюсер)
- 2012 — Cloud cuckoo land (соавтор сценария и режиссёр)
- 2014 — Tales of the Supernatural[англ.] (соавтор сценария)
- 2014 — Searching for Nepal (документальный)